# Campeonato Carioca 1909
In 1909 werd het vierde Campeonato Carioca gespeeld voor voetbalclubs uit de toen nog Braziliaanse hoofdstad Rio de Janeiro. De competitie werd gespeeld van 2 mei tot 31 oktober 1909. Fluminense werd voor de vierde keer op rij kampioen.
Botafogo won op 30 mei met 24-0 tegen Mangueira, tot op heden de hoogste overwinning ooit in een officiële wedstrijd in de Braziliaanse voetbalgeschiedenis. Gilbert Hime scoorde negen keer, ook een record. Na zes wedstrijden trok Mangueira zich terug uit de competitie en de resterende wedstrijden werden als een nederlaag aangerekend. 

## Eindstand
| Plaats | Club         | Wed. | W | G | V | Saldo | Ptn. |
| ------ | ------------ | ---- | - | - | - | ----- | ---- |
| 1.     | Fluminense   | 10   | 8 | 2 | 0 | 45:8  | 18   |
| 2.     | Botafogo     | 10   | 7 | 2 | 1 | 53:6  | 16   |
| 3.     | America      | 10   | 6 | 2 | 2 | 28:11 | 14   |
| 4.     | Riachuelo    | 10   | 3 | 1 | 6 | 12:32 | 7    |
| 5.     | Haddock Lobo | 10   | 1 | 2 | 7 | 13:53 | 4    |
| 6.     | Mangueira    | 10   | 0 | 1 | 9 | 4:45  | 1    |

|  | Kampioen |

### Kampioen
| Campeonato Carioca de 1909     |
| Rio de Janeiro                 |
| ------------------------------ |
| FLUMINENSE Kampioen (4° titel) |